# Литтелтон, Кристофер, 12-й виконт Кобэм
Кристофер Чарльз Литтелтон, 12-й виконт Кобэм, 12-й барон Кобэм, 9-й барон Литтелтон, 9-й барон Уэсткот (англ. Christopher Lyttelton, 12th Viscount Cobham; родился 23 октября 1947 года) — британский дворянин и пэр из семьи Литтелтон в Соединённом королевстве.

## Биография
Родился 23 октября 1947 года. Второй сын Чарльза Литтелтона, 10-го виконта Кобэма (1909—1977), и Элизабет Элисон Макейг-Джонс (? — 1986). Учился в Итонском колледже.
13 июля 2006 года после смерти своего бездетного старшего брата, Джона Литтелтона, 11-го виконта Кобэма (1943—2006), Кристофер Чарльз Литтелтон унаследовал титулы 12-го виконта Кобэма , 9-го лорда Литтелтона , 15-го барона Литтелтона , 9-го барона Уэсткота из Баллимора и 12-го барона Кобэма из Кобэма .
Он также унаследовал семейное поместье Хагли-Холл, недалеко от Стоурбриджа в Вустершире, который был в аварийном состоянии. Его предшественник, 11-й виконт Кобэм, сумел облегчить часть долга, продав землю вокруг дома, но поместье все еще сталкивалось с растущими долгами. Он выступил инициатором реставрации и консервации произведений вокруг полуразрушенные территории главного здания и перепланировка парка, окружающего дом в сотрудничестве с Английским наследием и Natural England. Лорд Кобэм и его жена проживают в главном здании, а остальные открыты для общественности, и можно взять на прокат на свадьбы и различные мероприятия.
По состоянию на 2008 лорд Кобэм работал финансовым консультантом в бухгалтерской фирме Smith & Williamson в Лондоне. Он любит летать на планерах.

## Брак и дети
В 1973 году он женился на Терезе Мэри (Тессе) Ридман (род. 23 июня 1947), дочери полковника Александра Джорджа Джереми Ридмана (1920—1973) и Мэри Кей Кертис (1917—2007). У них двое детей:
- Достопочтенный Оливер Кристофер Литтелтон  (род. 24 февраля 1976), наследник титула
- Достопочтенная Софи Эмма Литтелтон  (род. 1978); замужем за Джорджем Фредериком Меррилисом, имеет двух детей[5].

6-й герцог Вестминстерский был его двоюродным братом.